# آيشاخ
آيشاخ (بالألمانية: Aichach) هي بلدة ألمانية تقع في ألمانيا في منطقة آيشاخ فريدبيرغ.

## المدن التوأمة
مدن غودولو، Brixlegg و شيفرشتات هي مدن توأمة لـآيشاخ.

## أعلام
- جوهانس إنجل
- دوروثي بلانك
- كريستوف بوركهارد